# Stapelrecht

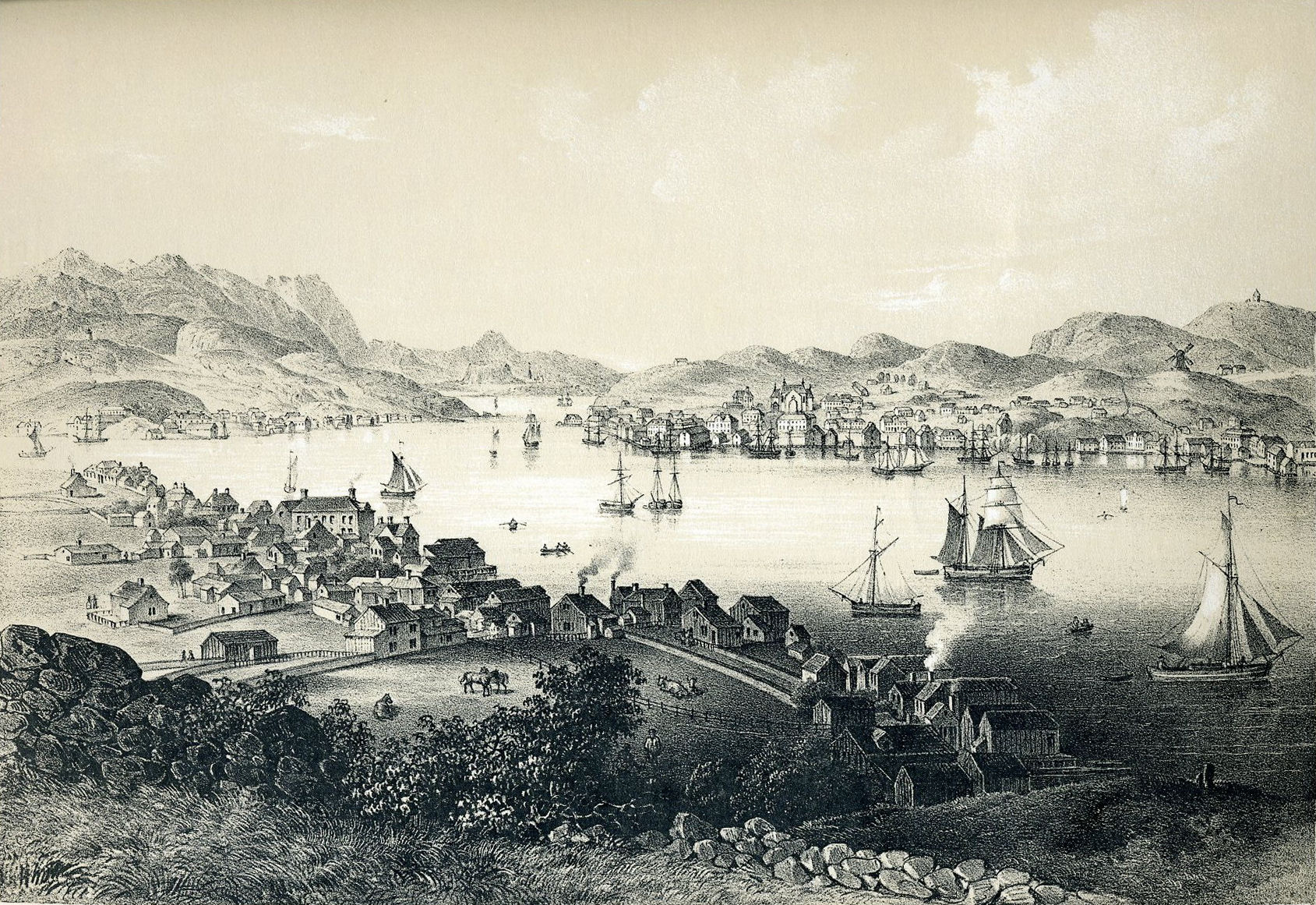
Het Noorse Christiansund met stapelrecht.

Het stapelrecht is een recht dat veel handelssteden - stapelplaatsen - verkregen, of zich zelf toe-eigenden, met name in de Middeleeuwen. Het recht hield in dat goederen die  langs een stad werden vervoerd, eerst in de stad moesten worden opgeslagen en daar te koop worden aangeboden. Dit recht werd in 1815 officieel wereldwijd afgeschaft tijdens het Congres van Wenen. 
Van oorsprong hield het stapelrecht ook wel in dat er bij iedere transactie tussen buitenlandse handelaren, verplicht een lokale handelaar aanwezig moest zijn. Om deze reden konden steden die zich aan de kust bevonden, zoals Antwerpen, zich goed ontwikkelen tot een handelsstad in de 14e en 15e eeuw.   

## Groningen
De stad Groningen gebruikte het stapelrecht om haar positie in de Ommelanden veilig te stellen en uit te breiden. In 1473 sloot de stad een verdrag met alle landschappen in de provincie, waarbij voor het graan (vooral gerst) het stapelrecht voor de stad werd gevestigd. Daaraan werd gekoppeld dat in de provincie alleen bier geschonken mocht worden dat in de stad was gebrouwen.
Met name Appingedam verzette zich hevig tegen het stapelrecht van de stad maar stond machteloos tegenover het veel grotere Groningen. Bij de reductie van Groningen werd het stapelrecht niet afgeschaft, maar wel verzacht. Appingedam kreeg het recht op een eigen korenmarkt. Het recht werd pas daadwerkelijk afgeschaft in het begin van de negentiende eeuw.